# Jagdverband 44
A Jagdverband 44 foi uma unidade da Luftwaffe formada nos últimos dias da Segunda Guerra Mundial, contando com 60 dos mais experientes aviadores daquele conflito.

## Kommandeure
| Comandante                 | Data                                        |
| -------------------------- | ------------------------------------------- |
| Generalmajor Adolf Galland | 10 de Janeiro de 1945 - 26 de Abril de 1945 |
| Oberstleutnant Heinz Bär   | 26 de Abril de 1945 - 3 de Maio de 1945     |

A unidade foi formada no dia 10 de Janeiro de 1945 em Brandemburgo-Briest com 60 Me 262A e muitos pilotos de elite:
- Stab/JV44 novo
- 1./JV44 novo
- 2./JV44 novo
- 3./JV44 novo

No dia 3 de Maio de 1945 foi redesignado IV./JG 7:
- Stab/JV44 se tornou Stab IV./JG7
- 1./JV44 se tornou 13./JG7
- 2./JV44 se tornou 14./JG7
- 3./JV44 se tornou 15./JG7

Alguns dias após ocorreu a rendição incondicional.

## Pilotos
- Adolf Galland
- Johannes Steinhoff
- Heinrich Bär
- Gerhard Barkhorn
- Walter Krupinski
- Heinz Sachsenberg (Platzschutzstaffel)
- Waldemar Wübke (Platzschutzstaffel)
- Klaus Faber (Platzschutzstaffel)
- Karl-Heinz Hoffmann (role unclear, most likely Platzschutzstaffel)
- Bodo Dirschauer (Platzschutzstaffel)
- Hans Ekkehard Bob
- Wilhelm Herget
- Josef Dobnig
- Kurt Bell
- Oblt. Blomert
- Heinrich Brücker
- Arnold Döring
- Diethelm von Eichel-Streiber
- Hptm. Esser
- Gottfried Fährmann
- Gerhard Frisch
- Fhj.Ofw. Fröhlich
- Lt. Fuhrmann
- Hans Grünberg
- Werner Gutowski (Adjutant da JV 44)
- Ofw. Haase
- Alfred Heckmann
- Erich Hondt
- Herbert Kaiser
- Otto Kammerdiener
- Hugo Kessler
- Georg Kiefner
- Hptm. Kirchays
- Ofw. Klante
- Leopold Knier
- Franz Köster
- Günther Lützow
- Hptm. Montanus
- Johann Karl Müller
- Klaus Neumann
- Rudolf Nielinger
- Ernst Pfeiffer
- Uffz. Pöhling
- Ofw. Reckers
- Oblt. Richter
- Werner Roell
- Lt. Roth
- Eduard Schallmoser
- Karl Heinz Schnell
- Karl Hermann Schrader
- Leo Schuhmacher
- Ofw. Schwaneberg
- Lt. Seufert
- Hptm. Sprotte
- Franz Steiner
- Franz Stigler
- Lt. Strate
- Fw. Trenke
- Hptm. Vollmer
- Oblt. Walter
- Obfhr. Weindl